# Subida à Glória

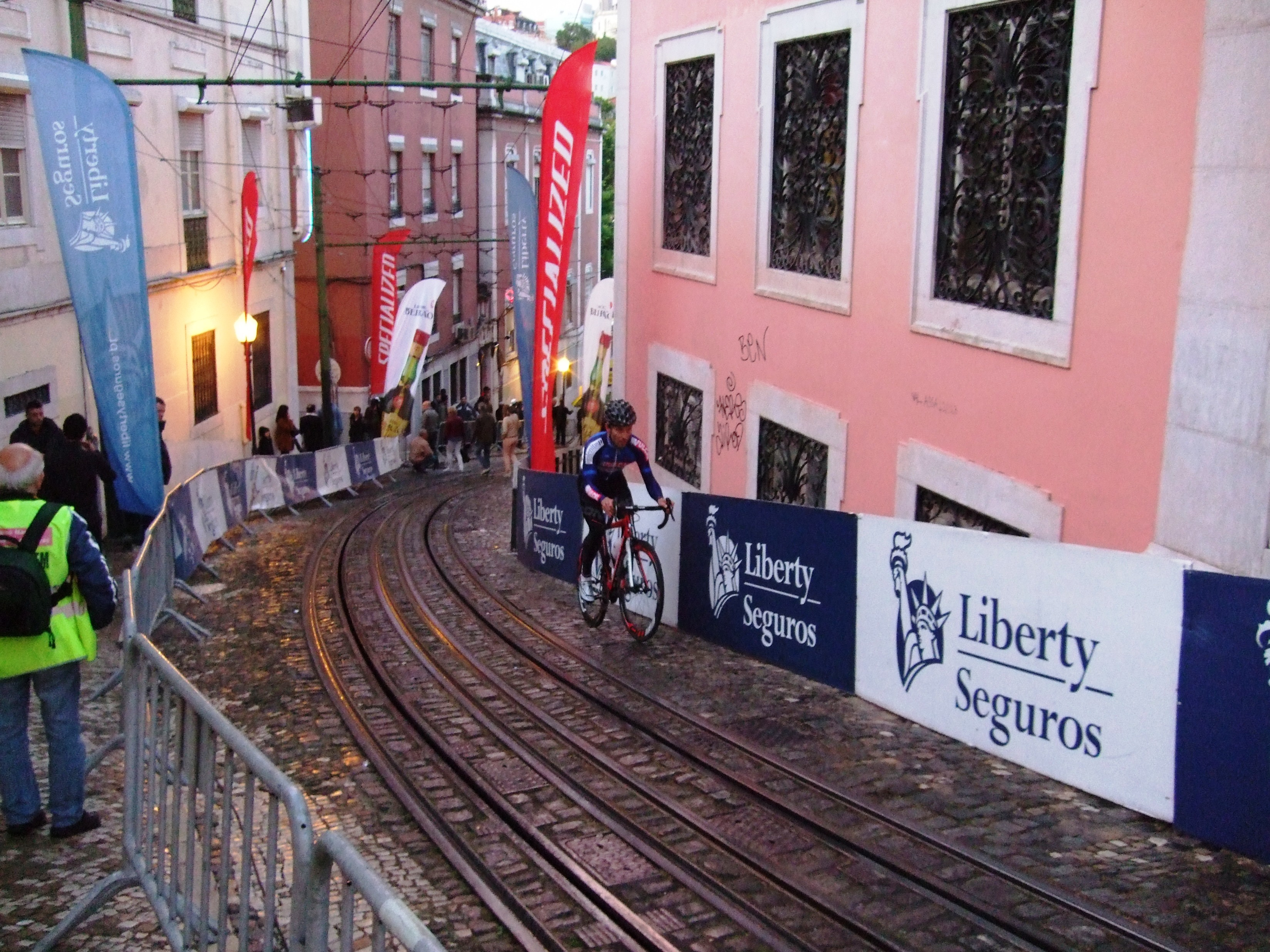
Subida à Glória (2013)

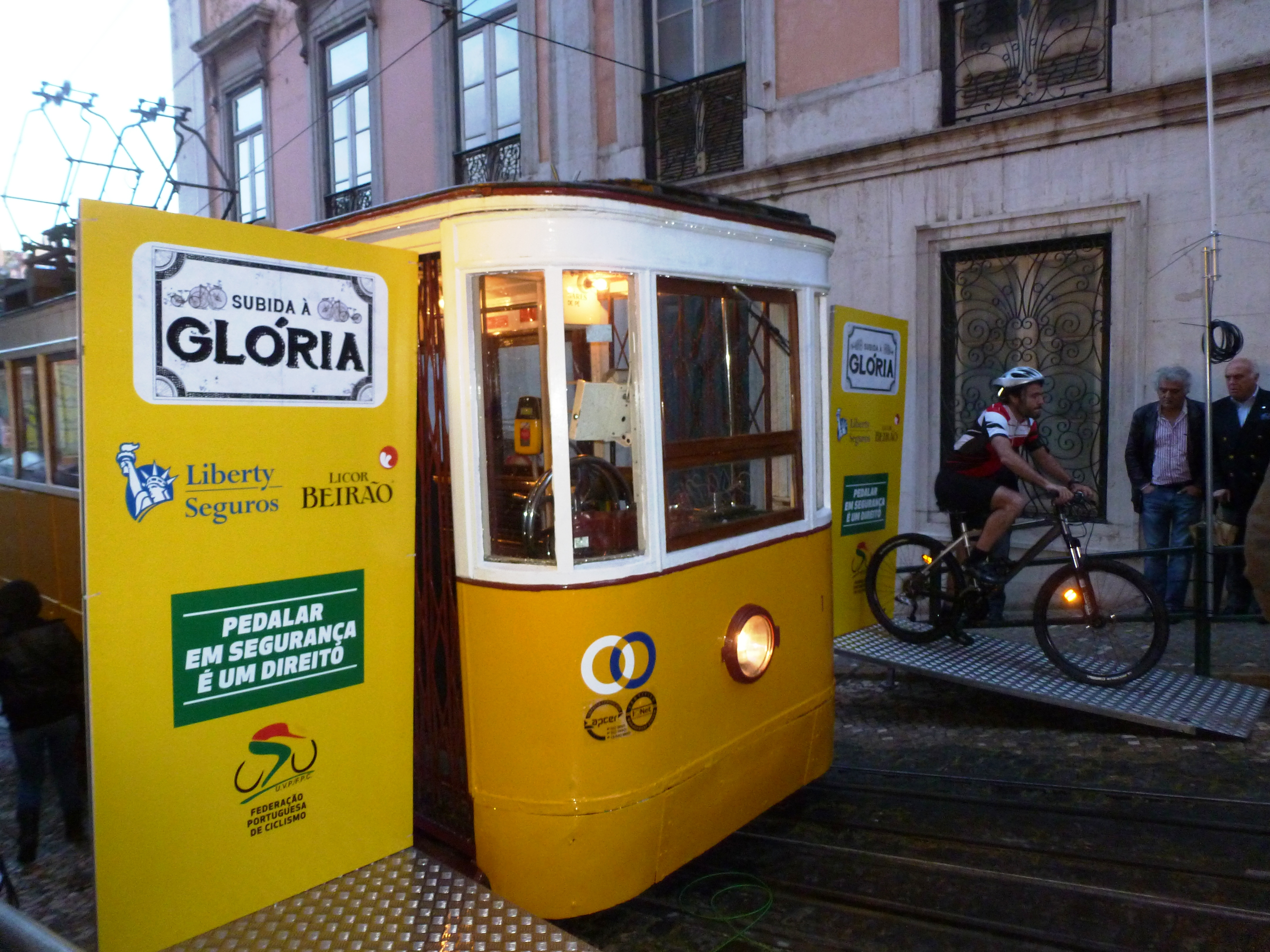
Start zum Rennen

Die Subida à Glória (portugiesisch für Aufstieg zur Glória)  ist ein Radrennen in Lissabon. Veranstalter sind der portugiesische Radsportverband Federação Portuguesa de Ciclismo, die Associação de Ciclismo de Lisboa und die Stadt Lissabon.
Die Calçada da Glória ist eine steile, schmale Straße mit Kopfsteinpflaster im Herzen von Lissabon, auf der die Standseilbahn Ascensor da Glória verkehrt. Sie ist 265 Meter lang und hat eine Steigung von 17 Prozent. Auf dieser Straße findet das Abendrennen Subida à Glória statt, das nicht nur wegen der starken Steigung, sondern auch wegen der Bahnschienen und der Pflasterung eine besondere Herausforderung darstellt. Das Rennen besteht aus einem einmaligen Bezwingen der kurzen Strecke in Form eines Bergzeitfahrens und ist das kürzeste seiner Art weltweit. Die vier besten Fahrer treten nach dem ersten Durchgang aller Teilnehmer im Halbfinale und Finale nach K.-o.-System gegeneinander an.
1910 fuhr Pedro José de Moura als einziger Sportler diese Strecke und setzte eine erste Marke von 1:23 Minuten. 1913 wurde die Subida erstmals mit mehreren Startern ausgetragen, dann noch dreimal von 1924 bis 1926. Sowohl 1924 wie auch 1926 gewann Alfredo Piedade; 1926 stellte er einen Rekord von 55 Sekunden auf. 
100 Jahre nach der Erstaustragung fand im Mai 2013 das für jedermann offene Rennen erstmals nach 1926 wieder statt; 1988 war die Strecke im Rahmen des Troféu das 7 Colinas de Lisboa befahren worden. Es starteten rund 150 Radrennfahrer und Radrennfahrerinnen, darunter auch Profis von sechs Mannschaften. Unter den Teilnehmern befanden sich unter anderen auch der Präsident des portugiesischen Radsportverbandes und ehemalige Radrennfahrer, Delmino Pereira, der Nationaltrainer José Poeira sowie der Sänger Nelson Rosado. Sieger war Ricardo Marinheiro, Junioren-Vizeweltmeister auf dem Mountainbike von 2009, mit dem neuen Rekord von 39,77 Sekunden; bei den Frauen siegte die portugiesische Junioren-Straßenmeisterin von 2011, Ana Azenha, mit einer Minute und sechs Sekunden, vor der mehrfachen portugiesischen Straßenmeisterin Isabel Caetano. 
Im Oktober 2013 wurde in Marburg ein vergleichbares Rennen ausgerichtet, das Uphill-Race Red Bull Hill Chasers.

## Siegerliste

### Männer
- 1910  Pedro José de Moura (1:23 min)
- 1913  Alfredo Piedade
- 1924  Alfredo Piedade (1:05 min)
- 1925  João Santos Borges
- 1926  Alfredo Piedade (0:55 min)
- 2013  Ricardo Marinheiro (39,77 s)
- 2014  Ricardo Marinheiro (36,686 s)
- 2015  Ricardo Marinheiro (35,592 s)
- 2016  Pedro Garcia (35,59 s)
- 2017  Tiago Simoẽs
- 2018  Miguel Salgueiro
- 2019  Tiago Simoẽs
- 2020 wegen COVID-19-Pandemie abgesagt

### Frauen
- 2013  Ana Azenha (1:06 min)
- 2014  Vanessa Fernandes
- 2015  Vanessa Fidalgo Fernandes (48,883 s)
- 2016  Maria Barros Fernández (58,08 s)
- 2017  Marta Branco
- 2018  Marta Branco
- 2019  Marta Branco
- 2020 wegen COVID-19-Pandemie abgesagt